# Joseph Walsh (Politiker)

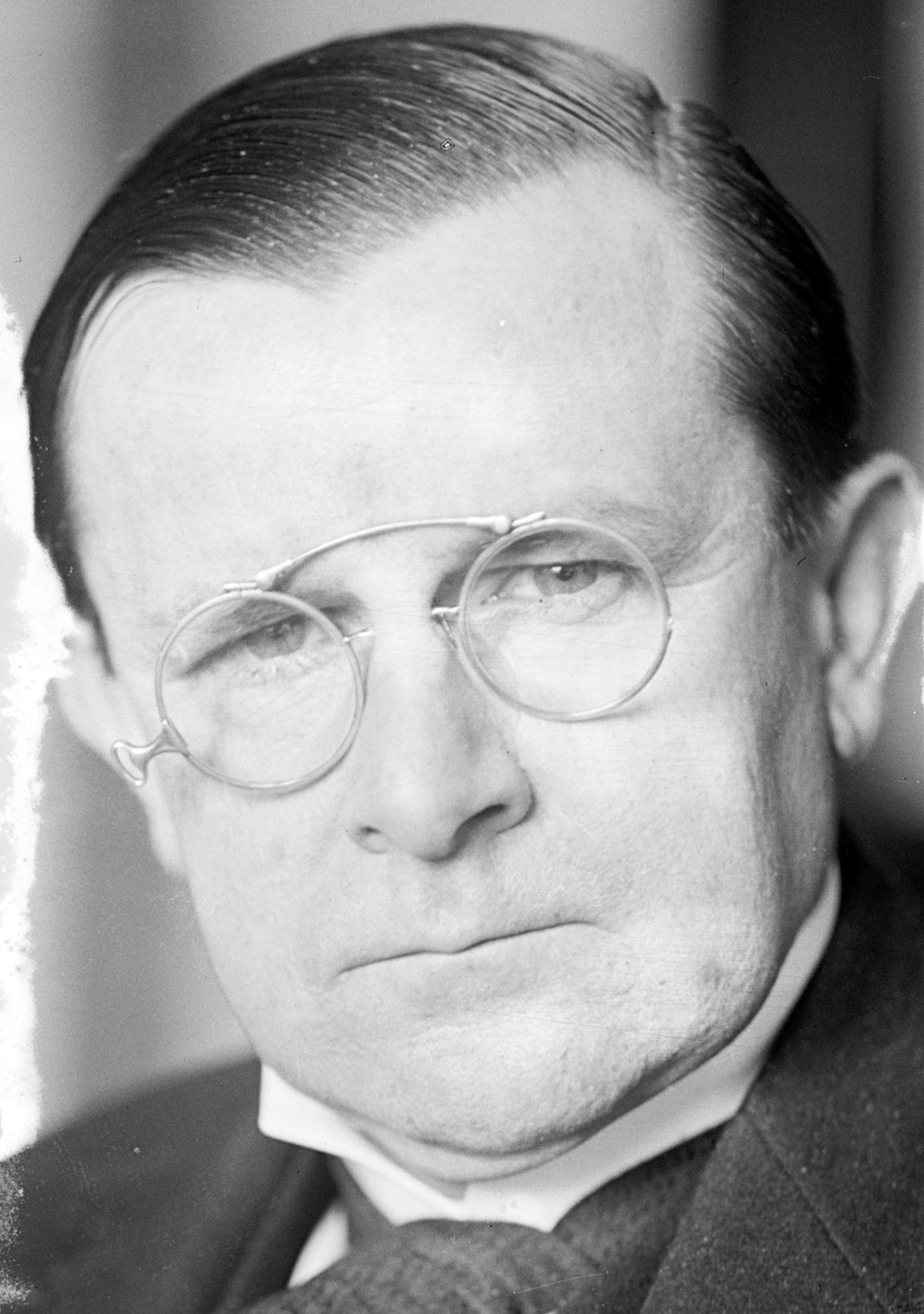
Joseph Walsh

Joseph Walsh (* 16. Dezember 1875 in Boston, Massachusetts; † 13. Januar 1946 in New Bedford, Massachusetts) war ein US-amerikanischer Politiker. Zwischen 1915 und 1922 vertrat er den Bundesstaat Massachusetts im US-Repräsentantenhaus.

## Werdegang
Joseph Walsh besuchte die öffentlichen Schulen in Falmouth. Nach einem anschließenden Jurastudium an der Boston University und seiner 1906 erfolgten Zulassung als Rechtsanwalt begann er in New Bedford in diesem Beruf zu arbeiten. Zwischen 1900 und 1905 arbeitete er für die Bundesfischereibehörde in Woods Hole. Außerdem war er in New Bedford und Boston als Zeitungsreporter tätig. Politisch schloss er sich der Republikanischen Partei an. Im Jahr 1905 saß er als Abgeordneter im Repräsentantenhaus von Massachusetts.
Bei den Kongresswahlen des Jahres 1914 wurde Walsh im 16. Wahlbezirk von Massachusetts in das US-Repräsentantenhaus in Washington, D.C. gewählt, wo er am 4. März 1915 die Nachfolge von Thomas Chandler Thacher antrat. Nach drei Wiederwahlen konnte er bis zu seinem Rücktritt am 2. August 1922 im Kongress verbleiben. In seine Zeit im Kongress fiel der Erste Weltkrieg. Außerdem wurden in den Jahren 1919 und 1920 der 18. und der 19. Verfassungszusatz ratifiziert.
Walshs Rücktritt erfolgte nach seiner Ernennung zum Richter am Superior Court of Massachusetts. Diesen Posten bekleidete er bis zu seinem Tod am 13. Januar 1946 in New Bedford.